# Борис Бакрач
Борис Бакрач (Славонска Пожега, 25. март 1912 — Загреб, 29. новембар 1989) био је учесник Народноослободилачке борбе и друштвено-политички радник СР Хрватске и СФР Југославије.

## Биографија
Рођен је 25. марта 1912. у Славонској Пожеги. Гимназију је завршио у Загребу, где је 1936. завршио и Технички факултет. Још за време студија био је припадник револуционарног омладинског покрета. После студија је радио као инжењер у приватним грађевинским предузећима.
У Народноослободилачки покрет (НОП) ступио је 1941. године. Од 1941. до 1943. деловао је као илегални политички радник у Загребу. Априла 1942. постао је члан Комунистичке партије Југославије (KPJ). У рату је обављао разне дужности:
- члан Месног комитета КПХ за Загреб до септембра 1943.
- партијски радник на ослобођеној територији
- опуномоћеник Главног штаба НОВ Хрватске за размену заробљеника с Немцима од 1944. до 1945. године.

После рата, вршио је више одговорних државних и политичких функција:
- помоћник министра грађевина Владе Хрватске од 1945. до 1947. године
- министар грађевина Владе Хрватске од 1947. до 1951. године
- директор Инжењерско-пројектантног завода у Загребу од 1952. до 1958. године
- председник Југословенског олимпијског комитета од 1952. до 1960. године
- члан Извршног већа Сабора СР Хрватске од 1958. до 1963. године
- посланик у Сабору СР Хрватске
- народни посланик Већа произвођача Скупштине Југославије за срез Загреб
- члан Среског комитета СК у Загребу
- директор Пројектантског завода у Загребу
- председник Савеза спортова Хрватске
- председник Савета за комуналне послове Градског Народног одбора у Загребу
- председник Републичког већа Сабора
- потпредседник Извршног већа Сабора
- председник Савезне грађевинске коморе
- представник Југославије у Међународном олимпијском комитету од 1960. до 1987.
- председник Савеза Свеучилишта у Загребу
- председник Фудбалског савеза Хрватске од 1952 до 1962.

За члана Централног комитета СКХ први пут је биран на Трећем конгресу, а затим поново биран на Четвртом, Петом и Шестом конгресу СКХ. Био је и члан Извршног комитета ЦК СКХ, члан Председништва СР Хрватске и члан Главног одбора Социјалистичког савеза радног народа Хрватске.
Умро је 29. новембра 1989. у Загребу, а сахрањен је на гробљу Мирогој.
Носилац је Партизанске споменице 1941 и других југословенских одликовања, међу којима су — Орден заслуга за народа са златном звездом, Орден братства и јединства са сребрним венцем, Орден за храброст и др.